# Erich Heidkamp

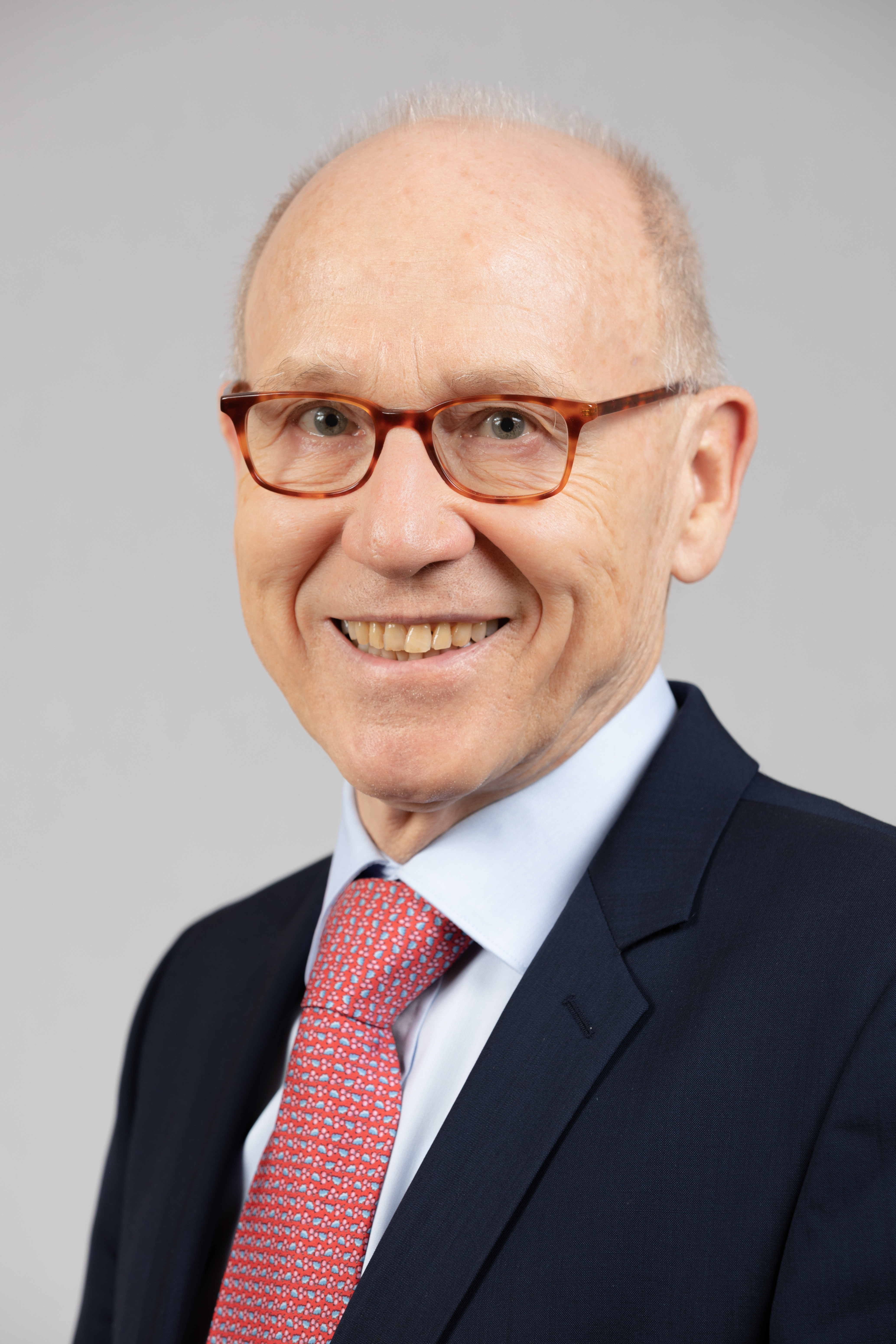
Erich Heidkamp, 2019

Erich Heidkamp (* 16. August 1948 in Leverkusen) ist ein deutscher Politiker der Partei Alternative für Deutschland (AfD) und war von 2019 bis 2024 Abgeordneter des Hessischen Landtages.

## Leben
Erich Heidkamp absolvierte eine Ausbildung zum Exportkaufmann. Er war Prokurist der Hoechst AG Abteilung Pharma und beteiligt am Aufbau des China-Geschäfts. Als Senior Vice-President Europe hat er für Centeon gearbeitet, einem deutsch-amerikanisch-französisches Joint Venture.
Seit März 2023 ist er Mitglied im Aufsichtsrat der WVV Wiesbaden Holding GmbH, einer 100%-tigen Tochter der Stadt Wiesbaden.

## Politik
Er ist seit 2013 Mitglied der AfD und gehört damit zu den ersten Mitgliedern dieser seit März 2023 als rechtsextremer Verdachtsfall eingestuften Partei.
Bei der hessischen Landtagswahl 2018 kandidierte er auf Listenplatz 20 der AfD und auch im Wahlkreis Frankfurt am Main IV als Direktkandidat. Nach dem Tod von Nikolaus Pethö einen Tag vor der Konstituierung des Landtages wurde Heidkamp Mitglied des Landtages. Er war dort Mitglied im Europaausschuss.
Heidkamp kandidierte erfolglos auf Listenplatz 12 der AfD zur EU-Wahl 2019.
Bei der Landtagswahl 2023 kandidierte Heidkamp im Wahlkreis 30 Wiesbaden I. Er erhielt kein Mandat mehr und schied im Januar 2024 aus dem Landtag aus.
Bei der Europawahl 2024 kandidiert Heidkamp erfolglos auf Platz 22 der AfD-Liste.